# Англо-квебекцы

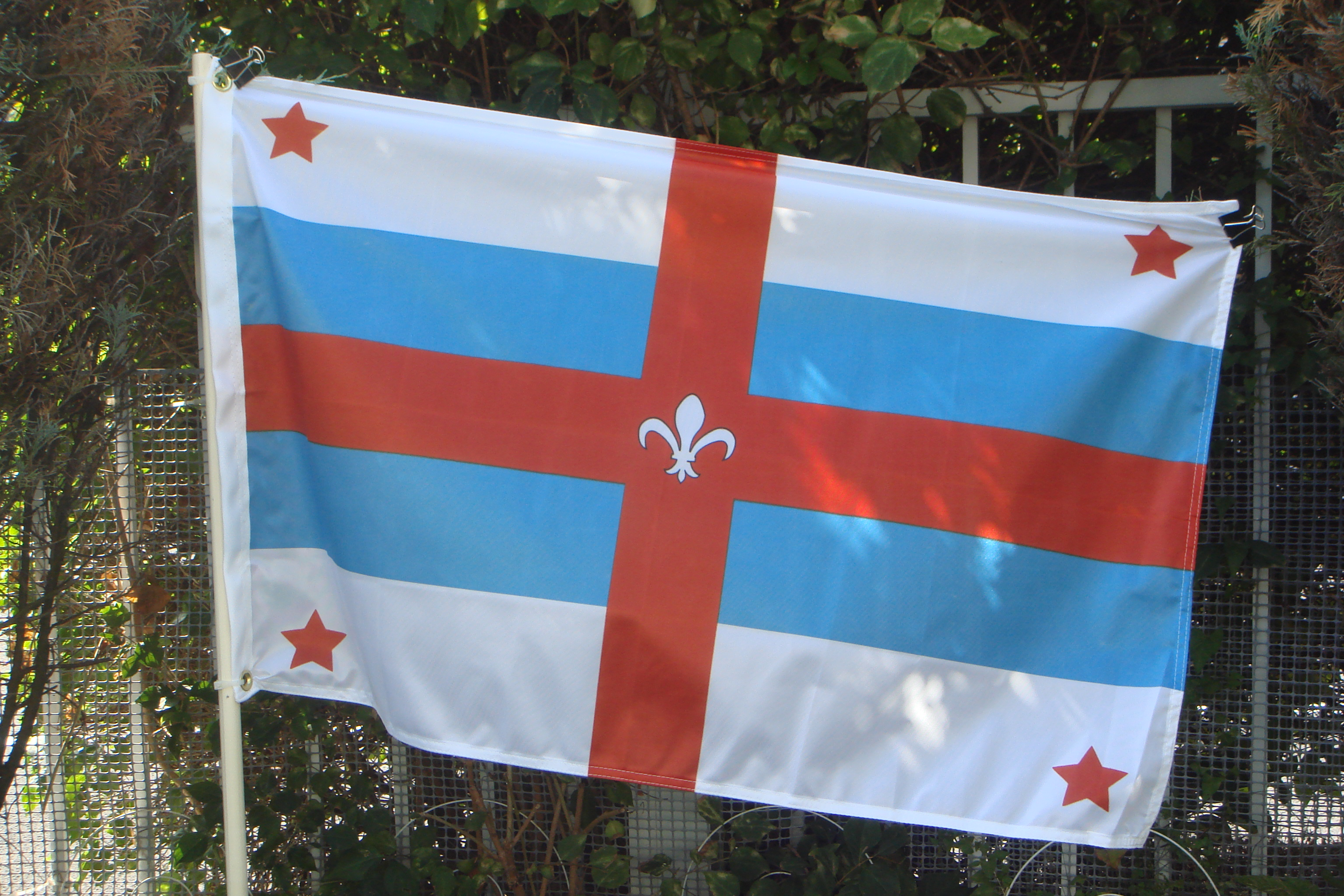
Флаг англо-квебекцев

Англо-квебекцы (фр. Les Anglo-Québécois, англ. Anglo-Quebeckers) — крупнейшее англоязычное меньшинство на территории провинции Квебек, составляющее 8 % населения этой крупнейшей канадской провинции, где единственным официальным языком с 1974 года является французский язык, а свыше 80 % населения составляют франкоканадцы (точнее квебекцы).

## Происхождение
В отличие от франко-квебекцев, в основном потомков эмигрантов из Франции 1600—1759 гг, англо-квебекцы сформировались на территории Квебека с 1760-х гг. как потомки лоялистов и эмигрантов из Европы и Великобритании, до 1970-х по разным причинам интегрировавшихся в англоканадскую культурно-языковую среду. Основная масса англо-квебекцев, таким образом имеет английское, ирландское, греческое и итальянское происхождение. Значительная часть англо-канадцев исповедует протестантство.

## До и после Тихой революции
С 1780-х по 1960-е гг., англо-квебекцы, англоканадцы и американцы монополизировали экономическую и политическую жизнь в Квебеке, притесняя и дискриминируя франкоязычное большинство, стремясь ассимилировать его путём запугиваний, запретов и других ограничительных мер на употребление французского языка. После Тихой революции, когда завершилась эмансипация франкоканадцев, позиции англо-квебекцев, активно пытавшихся при поддержке британских властей колонизировать территорию Квебека, резко ослабли.

## Численность
Своего расцвета англо-квебекское меньшинство достигло в середине XIX века, когда они составляли около 25 % населения провинции, в том числе около 43,5 % населения города Квебек (22 306) в 1861 году и порядка 51,4 % населения Монреаля (46 381). С начала 1970-х наблюдается интенсивная эмиграция англо-квебекцев из провинции, что объясняется их отказом от интеграции во франкоязычное общество. Численность англо-квебекцев в настоящее время составляет около 550 тыс. человек, они составляют уже менее 8 % населения провинции Квебек. Родным для них является английский язык, хотя он больше не является официальным в Квебеке, на английском сохраняется обширная сеть услуг для проживающих в провинции англофонов. Крупнейшим культурно-языковыми центром англо-квебекцев по-прежнему остаётся город Монреаль, где англофоны составляют 12 % населения, в том числе 25 % на территории непосредственно острова Монреаль.
В прошлом практически вся территория Квебека стала объектом англо-квебекской колонизации, особенно полуостров Гаспе, Восточные Кантоны, где англофоны преобладали до конца 1860-х, район Гатино-Оттава, Квебек (город), Монреаль.

### Динамика удельного веса
| Удельный вес в населении Квебека, % | 1773, перепись | 1782, перепись | 1784, оценка | 1790, оценка | 1806, оценка | 1827, оценка | 1836, оценка | 1844, оценка | 1850, оценка |
| Англо-квебекцы                      | 2,0            | 6,0            | 13,3         | 16,7         | 18,8         | 23,2         | 23,9         | 23,7         | 24,3         |

## Известные англо-квебекцы
- Клика Шато — влиятельные англоязычные «олигархи» Нижней Канады начала 19 века
- Филемон Райт — промышленник, основатель г. Халл (ныне сектор г. Гатино)
- Эзра Батлер Эдди — владелец спичечного и бумажного заводов в г. Халл
- Брайан Малруни — премьер-министр Канады
- Леонард Коэн — писатель
- Оскар Питерсон — композитор и джазовый пианист